# Керченский историко-археологический музей
Ке́рченский музе́й дре́вностей (до августа 2021 г. — Ке́рченский исто́рико-археологи́ческий музе́й) — музей в Керчи, один из старейших музеев в Крыму. Входит в состав Восточно-Крымского историко-культурного музея-заповедника (ранее — Керченского государственного историко-культурного заповедника).

## История
Основу музейного собрания в то время составила личная коллекция Поля Дюбрюкса (1774—1835) — родоначальника керченской археологии, основанная в 1810 году. 2(14) июня 1826 года музей Дюбрюкса открыт официально И. П. Бларамбергом, первым директором, как Керченский музей древностей.
Музей производил обследование, описание и раскопки древних городищ и некрополей, но после открытия склепа кургана Куль-Оба в 1830 г. был сориентирован на раскопки курганов (цель — добыча художественных изделий для Эрмитажа). Формируется архив и библиотека. В 1851 году некоторые предметы из первоначальной коллекции Керченского музея были перемещены в Императорский Эрмитаж в связи с постройкой здания Нового Эрмитажа (например, в их числе был Мирмекийский саркофаг). С началом деятельности археолога А. Е. Люценко (1853 г.) раскопки приобретают научное значение. В 1835 г. по проекту одесского архитектора Георгия Ивановича Торичелли на горе Митридат было построено здание музея, в виде афинского храма Гефестиона, прежде считавшегося посвящённым Тезею.
Во время Крымской войны (1853—1856) здание музея было разрушено, экспозиция разграблена, наиболее ценные экспонаты вывезены в Англию по пожеланию известного скульптора сэра Ричарда Уэстмакота и распоряжению Лорда Панмюр.  Доктор Макферсон военный хирург, майор Криз и майор Уэстмакотт, сын скульптора Уэстмакота, составили комитет для принятия решения о ценности таких реликвий. Были отобраны 46 артефактов античной скульптуры, список опубликован в «Древности Керчи и исследования Киммерийского Босфора» . Основная часть керченских экспонатов того времени ныне хранится в Британском музее. Уэстмакотт в сотрудничестве с Макферсоном проводили самостоятельные раскопки в поисках древностей и было вскрыто несколько погребений,  находки  были так же опубликованы и большая часть передана в Британский музей  . 
Раскопки в Керчи и на Таманском полуострове вёл С.И. Веребрюсов.
С 1862 по 1891 год в Керченском музее древностей работал Ф. И. Гросс, сначала художником-реставратором и помощником директора, а с 1884 года - директором. Гросс вёл разведки и раскопки, систематизировал найденный материал, делал зарисовки находок. За время исследований «….создал большое количество альбомов рисунков, акварелей и карандашных чертежей». Под его руководством и при его непосредственном участии проводились раскопки кургана Большая Близница на Таманском полуострове в 1884 и 1885 годах, 11 курганов на косе Тузла, разыскание в окрестностях Керчи — в районе городища Мирмекий, раскопки некрополей на Глинище и горе Митридат. 
В 1922 году Керченский ревком выделил под музей особняк П. Месаксуди по улице Свердлова, 16.
В 1931 году примыкающее к музею здание Александро-Невской церкви было передано Антирелигиозному музею, упразднённому в 1936 г., после чего здание передано Керченскому музею. В 1941—1944 году здание церкви было повреждено на 60 %, и восстановлено только к 1955 году с увеличением высоты здания на 1,2 м. В 1991—1993 годах Керченским историко-культурным заповедником проведена реставрация здания с восстановлением церковного облика в экстерьере. В готовом виде здание церкви по требованию УПЦ было передано решением Керченского исполкома УПЦ Московского патриархата без эквивалентной компенсации, что привело к потере 64 % экспозиционной площади музея.
Директора музея:
- Иван Павлович Бларамберг
- Антон Бальтазарович Ашик
- Александр Ефимович Люценко
- Степан Иванович Веребрюсов
- Фёдор Иванович Гросс
- Карл Евгеньевич Думберг
- Владислав Вячеславович Шкорпил
- Месаксуди Пётр Константинович
- Гриневич, Константин Эдуардович
- Юлий Юльевич Марти
- Элеонора Викторовна Яковенко  - Директора Керченского музея древностей
  - Александр Ефимович Люценко (1806-1884) директор в 1853-1878 года
  - Степан Иванович Веребрюсов (1819-1884) директор в 1878-1884 годах
  - Федор (Фридрих) Иванович Гросс (1822—1897) директор в 1884-1991 годах
  - Карл Евгеньевич Думберг  (1862-1931) директор в 1891-1901 годах
  - Шкорпил Владислав Вячеславович (1853-1918) директор в 1901-1918, убит при исполнении обязанностей

## Коллекция и экспозиции
В фондах Восточно-Крымского музея-заповедника хранится всего более 242 тысяч музейных предметов, из них около 200 тысяч — на основном учёте, 41,5 тысяча — на научно-вспомогательном. Выделяются свыше тридцати основных археологических и исторических коллекций. В археологических коллекциях музея — свыше 100 тысяч предметов. Особую ценность имеет коллекция расписной керамики (чёрно- и краснофигурные античные расписные вазы VI—IV веков до нашей эры).

## Музей в структуре заповедника
Керченский музей древностей стал предшественником крупного музейного учреждения, включающего в себя целый ряд экскурсионных объектов — Восточно-Крымского историко-культурного музея-заповедника (ранее — Керченский государственный историко-культурный заповедник).
В музейном дворике на ул. Свердлова, 22 кроме Музея древностей располагаются Гончарная мастерская, где изготавливаются копии античной керамики и проводятся мастер-классы, и Золотая кладовая, в которой, в частности, экспонируются Мирмекийский клад, золотые и серебряные монеты Митридата VI, Александра Македонского, монеты Боспорского царства, ювелирные украшения (например, золотая шейная гривна IV века до нашей эры).
Также в структуре Восточно-Крымского историко-культурного музея-заповедника находятся Картинная галерея и Лапидарий — Музей каменных древностей (лапидарий — уникальное собрание каменных памятников мирового значения, охватывающее период с IV века до нашей эры по XIV век нашей эры и включающее в себя античные и христианские надгробные стелы, скульптуры, памятники эпиграфики, архитектурные детали, плиты с тамговыми знаками). Созданы экспозиции в Музее истории обороны Аджимушкайских каменоломен и Музее истории Эльтигенского десанта (по событиям Керченско-Эльтигенской десантной операции). Музей-заповедник располагает архивом и Научной библиотекой. Кроме того, в его структуру включены многочисленные памятники Керчи и окрестностей: памятники погребальной архитектуры — Мелек-Чесменский и Царский курганы, а также 2 склепа, в том числе Склеп Деметры, памятники фортификационного строительства — Керченская крепость и крепость Ени-Кале, античная загородная усадьба и античные городища — Пантикапей, Артезиан, Илурат, Мирмекий, Нимфей, Парфений, Полянка (на территории Караларского парка), Порфмий, Тиритака.